# 青岛台东六路小学
36°5′02″N 120°21′09″E / 36.08389°N 120.35250°E

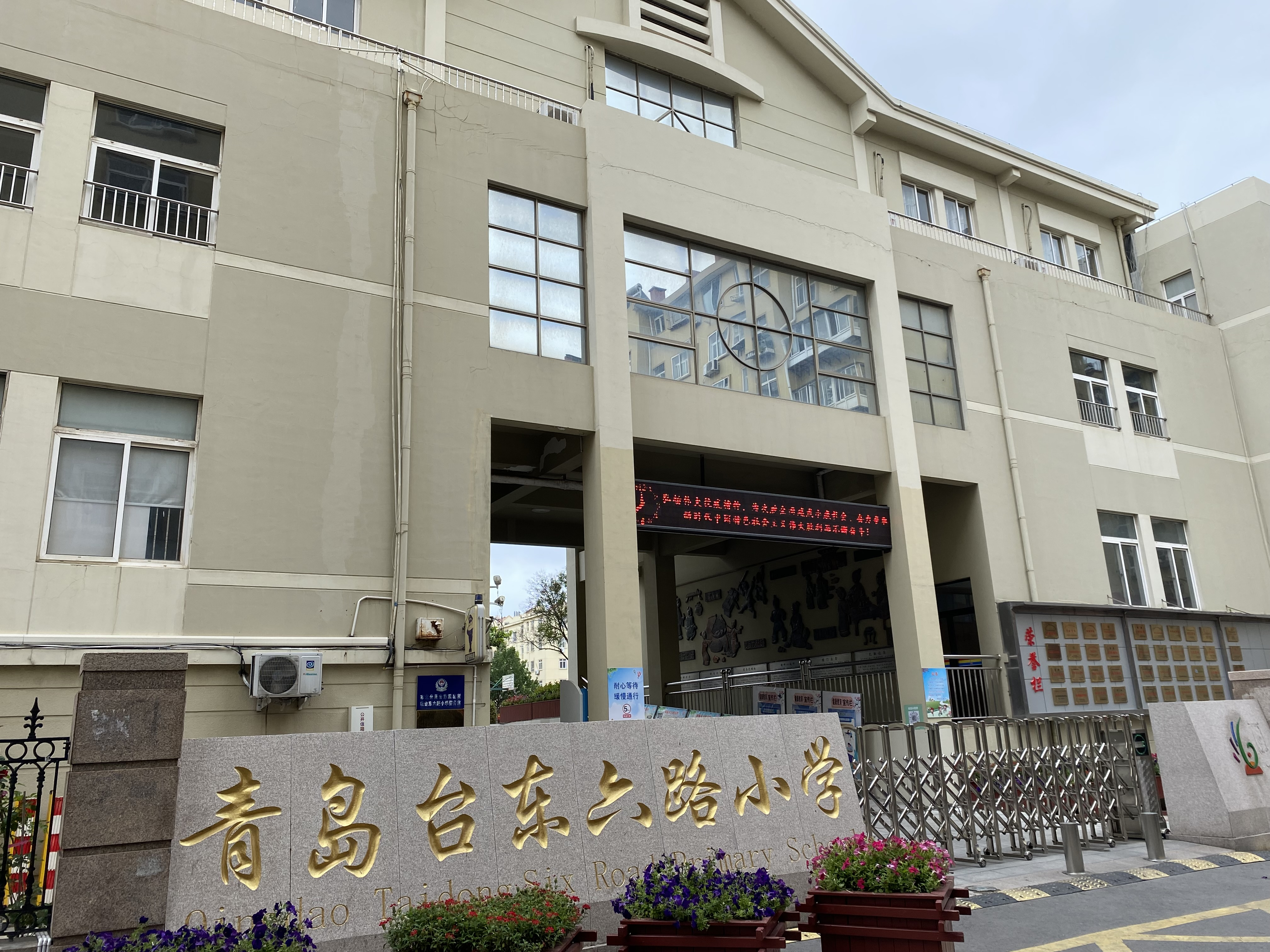
青岛台东六路小学校门，2021年6月

青岛台东六路小学，简称“台六”，是位于中国山东省青岛市市北区台东六路86号的一所小学，是青岛市现存最早的公办学校，其历史可追溯到青岛德占时期1905年创办的台东镇蒙养学堂。日军占领后在蒙养学堂的基础上开设台东镇公学堂，1922年青岛回归后改称公立台东镇两级小学校，1929年改称青岛市立台东镇小学校，1949年改现名。

## 校史
1905年2月，胶澳总督府在台东镇和法海寺各试办一座蒙养学堂（Elementarschule），招收中国学生，学制5年，教授课程有修身、读经、国文、算学、历史、地理、格致、德语，其后陆续开办蒙养学堂共26处。创办之初，台东镇蒙养学堂有学生17名，1906年有学生33名，1908年48名。1914年8月日德开战，台东镇蒙养学堂停办。日军占领后，于1915年3月在蒙养学堂的基础上开办公学堂，学制5年，教授课程有修身、国文、地理、历史、算术、理科、体操、图画、手工、农业、商业、日语，女生外加缝纫。
1922年12月北洋政府收回青岛后，将各公学堂改为小学校，废除日语课，其他课程按北洋政府课纲调整。台东镇公学堂改名公立台东镇两级小学校。1922年12月，该校有学生211人，其中男生161，女生50，其生源除台东镇外，还有周边仲家洼、西吴家村、亢家庄、大水清沟、小村庄、上下四方、孤山、湖岛等村落。1924年，中国共产党党员邓恩铭到台东镇小学任教员，并以此身份为掩护发展地下党、团组织，领导工人、学生运动。在邓恩铭等人工作的影响下，台东镇小学参与了1925年五卅运动期间的罢课。1928年，台东镇小学有学生370人，教员11人，职员1人。

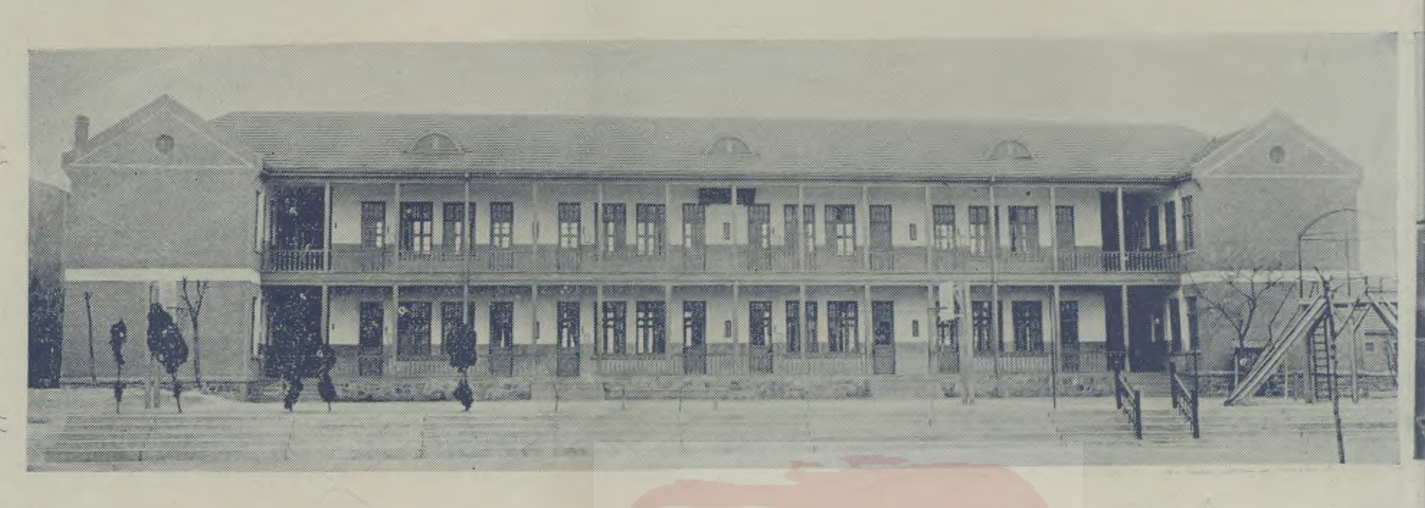
建于1933年的台东镇小学教学楼

1929年南京国民政府接收青岛，该校改名为青岛市立台东镇小学校。1933年新建二层教学楼一座，附设幼稚园，并增加了教学、文体活动设施。这段时期的台东镇小学风貌整齐，秩序良好，课外活动及体育运动活跃，全市会考成绩突出。1936年曾获青岛市第三届学校成绩展览会小学总分第一。1937年，因全面抗战爆发，含台东镇小学在内的全市各级学校于8月22日停课。1938年1月日军第二次占领青岛后，台东镇小学于3月经伪青岛治安维持会勒令恢复。抗战时期至1940年代，该校多次被军队侵占骚扰，财产损失严重，教学质量因此下降。1945年抗战结束后改名为市立台东六路中心国民学校。1949年青岛解放前夕，经青岛市军管会文教部调查，台东镇小学有35个班，2442名学生。
1949年9月，该校改名为青岛台东六路小学。1951至1955年，该校曾为青岛师范学校附属小学，作为师范学生实践学校。自中华人民共和国成立以后，该校历年毕业、升学考试成绩均处于全市上游水平，并常在市、区体育比赛中获奖，篮球、足球、排球及体操均为该校体育强项。1977年，该校被列为青岛市重点小学。1979年被授予全省开展群众性体育活动先进单位、山东省体育传统项目学校称号。1982年定为对外开放单位，经常接待外宾参观。1984至1986年，该校校舍翻新，增设语音室、电算机室、实验室等教学专用室。1987至1988年，该校有教学班27个，学生1294人，教职工70人。2002年，与该校一街之隔的台东五路小学并入该校，成为台东六路小学南校区。至2002年底，该校有教学班49个，学生2200余人，教师141人。

## 校舍
台东六路小学原有一处建于台东镇公学堂时期的教学楼，为第一次日占时期1917-1921年第二期城市建设计划的一部分。该楼临台东六路原校门，楼高1层，平面呈“E”字形，建筑面积720平方米。建筑正立面三段式布局，正门居中，为花岗岩砌筑的拱门，拱门上方起山墙，带有9个浮雕圆形图案装饰。建筑两端起山墙。楼内共有教室9间，办公室3间及“一”字长廊。建筑整体具有折衷主义风格。1928年《胶澳志》记载台东镇小学有教室25间、办公室5间、宿舍1处、杂用室7间。该建筑2000年以“蒙养学堂旧址”之名被列入山东省建设厅确定的山东省历史优秀建筑名单中，同年11月拆除改为操场，后来的青岛市历史优秀建筑名单中遂不再列入该楼。
台东镇公学堂旧楼东北侧原有一处建于台东镇小学时期的教学楼，建于1933年，青岛市工务局设计，财政局提供资金，耗资19820元，楼高2层，平面呈“工”字形，正立面两端起山墙，中央为两层木制敞廊，敞廊两端设木制楼梯。楼内西翼有校长室、办公室、图书馆、职员宿舍等12间，中段及东翼有教室共12间。1984年10月1日，该楼拆除以建设新楼。
1986年9月，台东六路小学在1933年旧楼原址建成五层新教学楼一栋。《青岛市志·教育志》记载1986年改造后该校占地19.2亩，建筑面积5741平方米。2000年改造时，该校新建教学大楼6801平方米，并建有980平方米的游泳馆。
- 台东镇公学堂旧楼
- 建于1933年的台东镇小学二层教学楼
- 1966年的台东六路小学校舍卫星影像，东北侧为1933年二层教学楼，西南侧为第一次日占时期的一层教学楼，街对面为台东五路小学

## 知名校友
- 贾庆林，中共中央政治局常委，全国政协主席[19]
- 葛存壮，演员
- 林永健，演员
- 翟天临，演员[18]